# Zbyt późne popołudnie Fauna
Zbyt późne popołudnie Fauna (czes. Faunovo velmi pozdní odpoledne) – czechosłowacki film komediowy z 1983 roku w reżyserii Věry Chytilovej. Adaptacja opowiadania Jiříego Brdečki pod tym samym tytułem. Zdjęcia kręcono w Pradze, w tym na moście Karola.

## Obsada
- Leoš Suchařípa jako Faun
- Jiří Hálek jako Josef
- Libuše Pospíšilová jako Szefowa
- Vlasta Špicnerová jako Vlasta
- Ivan Vyskočil jako Tonda
- Ivana Chýlková jako Kateřina
- Ella Šárková jako Anita
- Erna Červená
- Vlastimil Harapes
- Bronislav Poloczek
- František Kovářík
- Jiří Datel Novotný